# Bill Cameron
 (novembre 2021).
Si vous disposez d'ouvrages ou d'articles de référence ou si vous connaissez des sites web de qualité traitant du thème abordé ici, merci de compléter l'article en donnant les références utiles à sa vérifiabilité et en les liant à la section « Notes et références ».
Pour les articles homonymes, voir Cameron.
Bill Cameron est un journaliste, un animateur de télévision, un acteur et un scénariste canadien né le 23 janvier 1943 à Vancouver (Canada), décédé le 11 mars 2005 à Toronto (Canada).

## Biographie
D'abord acteur au cinéma, il a longtemps animé l'émission The National sur Radio-Canada et a remporté un prix Gemini. Il est décédé du cancer de l'œsophage en 2005.

## Filmographie

### comme Acteur
- 1973 : Slaughter's Big Rip-Off : Bartender
- 1976 : Le Rayon bleu (Blue Sunshine) : John O'Malley
- 1995 : Éclipse (Eclipse) : Eclipse Broadcaster
- 1996 : Street Corner Justice : Irv

### comme Scénariste
- 1998 : Mountie: Canada's Mightiest Myth